# Posener Turnerbund
Posener Turnerbund – pierwsze żydowskie stowarzyszenie sportowe w Poznaniu, założone w 1904.
Klub powstał dwa lata po zainicjowaniu Światowego Związku Żydowskich Organizacji Gimnastycznych i Sportowych Maccabi. Celem założycieli było kształcenie tężyzny fizycznej poznańskich Żydów poprzez ćwiczenia gimnastyczne. Towarzystwo zajmowało się także pielęgnowaniem żydowskiego ducha narodowego, ale wykluczało cele polityczne. Wieloletnim przewodniczącym był dr Jeremias, a po nim zarządzali Leo Calgary i dr Leo Cohn (od 1913). 
Członkiem mogła zostać każda osoba po 18. roku życia, o nieposzlakowanej opinii. Ćwiczenia odbywano w podziale na wiek i płeć:
- Männerriege (mężczyźni),
- Alte Herren-Riege (starsi panowie),
- Züglingsriege (uczniowie),
- Damenriege (panie) - przyjmowanie kobiet, jako pełnoprawnych członków, przegłosowano na specjalnym zebraniu 29 lipca 1913.

Ćwiczenia wykonywano na placu przy Bramie Wildeckiej. Do gier należały np. rzuty procą (Schleuderspiele), piłka nożna, pięstówka (Faastball), biegi niedźwiedzie (Barlaufen), szamotanie łańcuchem (Kettenriesen) oraz bicie złodzieja (Diebschlagen). Z czasem stworzono sekcję tenisową. W 1913 otrzymano od miasta boisko przy ul. Bukowskiej z przeznaczeniem na gry w piłkę i lekkoatletykę. Coroczne święta rocznicowe świętowano w Ogrodzie Zoologicznym (obecnie Starym) lub w pasażu Apollo. Brano też aktywny udział w zawodach z niemieckimi związkami sportowymi. Członkowie wyjeżdżali m.in. do Berlina (na Pierwszy Dzień Gimnastyki Niemieckiego Kręgu Żydowskich Związków Gimnastycznych - 22-24 marca 1913) i Wiednia (na pokazy z okazji XI Kongresu Syjonistów - 7-8 września 1913). 